# PPP1R14C
PPP1R14C (англ. Protein phosphatase 1 regulatory inhibitor subunit 14C) – білок, який кодується однойменним геном, розташованим у людей на короткому плечі 6-ї хромосоми. Довжина поліпептидного ланцюга білка становить 165 амінокислот, а молекулярна маса — 17 843.
| 10         |  | 20         |  | 30         |  | 40         |  | 50         |
| ---------- |  | ---------- |  | ---------- |  | ---------- |  | ---------- |
| MSVATGSSET |  | AGGASGGGAR |  | VFFQSPRGGA |  | GGSPGSSSGS |  | GSSREDSAPV |
| ATAAAAGQVQ |  | QQQQRRHQQG |  | KVTVKYDRKE |  | LRKRLVLEEW |  | IVEQLGQLYG |
| CEEEEMPEVE |  | IDIDDLLDAD |  | SDEERASKLQ |  | EALVDCYKPT |  | EEFIKELLSR |
| IRGMRKLSPP |  | QKKSV      |  |            |  |            |  |            |

A: Аланін

C: Цистеїн

D: Аспарагінова кислота

E: Глутамінова кислота

F: Фенілаланін

G: Гліцин

H: Гістидин

I: Ізолейцин

K: Лізин

L: Лейцин

M: Метіонін

P: Пролін

Q: Глутамін

R: Аргінін

S: Серин

T: Треонін

V: Валін

W: Триптофан

Кодований геном білок за функцією належить до фосфопротеїнів. 
Задіяний у такому біологічному процесі, як ацетилювання. 
Локалізований у цитоплазмі, мембрані.